# Epimecis liriodendraria
Epimecis liriodendraria là một loài bướm đêm trong họ Geometridae.